# Rime (Computerspiel)
Rime (auch RiME) ist ein rätsellastiges Jump-’n’-Run- und Adventure-Videospiel, das vom spanischen Entwicklerstudio Tequila Works entwickelt und 2017 für Xbox One, Windows und PlayStation 4 sowie für Nintendo Switch veröffentlicht wurde.

## Handlung
Rime beginnt mit einem kleinen Jungen, der nach einem Sturm auf einer mysteriösen Insel an Land gespült wird. Dort befinden sich viele Ruinen und ein riesiger Turm in seiner Mitte. Als der Junge mit einem spirituellen Begleiter, einem Fuchs, die Insel erkundet, trifft er mehrmals auf einen mysteriösen Mann in einem roten Umhang, den er aber nie erreichen kann.
Als der Junge den großen Turm erklimmt, endet das erste Level und er kommt zu den vier weiteren Spielebenen. Die einzelnen Spielebenen, die jeweils die fünf Phasen des Trauerns und Sterbens nach Elisabeth Kübler-Ross repräsentieren, lauten:
1. Leugnen
2. Wut
3. Verhandeln
4. Depression
5. Akzeptanz

Nach jedem Abschluss eines Levels durchlebt der Junge eine Traumsequenz, der die Erinnerungen an den Schiffbruch mehr und mehr offenlegt. Nach Abschluss des dritten Levels („Verhandeln“) weiß der Junge nun, wie er auf der Insel gestrandet ist: Er und ein Mann waren auf hoher See, als ein Sturm aufkam und der Mann über Bord fiel. Der Junge hatte versucht, ihn zu retten, konnte aber nur einen Teil des roten Umhangs ergreifen, bevor das Meer ihn nahm; der Junge trägt jetzt diesen Stofffetzen als Tuch, um sich an ihn zu erinnern.
Der Junge erreicht schließlich das oberste Plateau einer Tempelruine und erkundet das Gebiet, das „Depression“ darstellt, und ist, nach erfolgreichem Lösen der Rätsel, gezwungen den Fuchs loszulassen, während er sich vor ihm auflöst. Der Junge wird in eine Statue verwandelt, kann sie aber von innen aufbrechen. Sein Äußeres hat sich nun umfassend verändert. Wie der mysteriöse Mann am Anfang des Spiels wird er nun bis auf das rote Tuch komplett in schwarz dargestellt. Er klettert zur Spitze des Tempels und löst dort mehrere Ketten, woraufhin der Tempel mit Licht erfüllt wird. Als er einen Schalter betätigt, wird er ins Innere des großen Turms teleportiert; der Junge nimmt wieder seine normale Gestalt an und erreicht die Spitze des Turms. An diesem Punkt zeigt ein weiterer Rückblick, dass die Geschichte in Wirklichkeit aus der Perspektive des Vaters stammt; der mysteriöse Mann stellt seinen Vater dar. Es war sein Kind, das auf hoher See verloren gegangen war. Die Insel und der Turm waren alle Teil seines eigenen Verstandes, um mit seinem Verlust fertig zu werden.
Der Junge wacht im letzten Level („Akzeptanz“) als Geist in seinem Kinderzimmer auf und geht zu seinem Vater am anderen Ende des Hauses. Dort angekommen, löst sich die Szenerie auf und der Junge steht nun auf der Spitze des Turms. Zusammen mit anderen mysteriösen Geistern springt er vom Turm und verwandelt sich in einen Sternenhimmel. Als der Vater bemerkt, dass sein Sohn zu ihm zurückgekommen ist, geht der Vater in den Raum des Jungen und untersucht seine verschiedenen Spielsachen. Sobald er das Zimmer verlassen will, erscheint eine Vision von seinem Kind. Er umarmt seinen Sohn, die Vision verschwindet und lässt das rote Tuch des Sohnes in seinen Händen zurück. Der Vater geht zum Fenster, lässt das Tuch los und akzeptiert so den Verlust seines Sohnes.

## Spielprinzip und Technik
Die Spielwelt wird in 3D dargestellt und der kleine Junge aus der Third-Person-Perspektive gesteuert, der auf einer verlassenen Insel an Land gespült wurde. Die Spielwelt ist weitgehend frei begehbar, nicht für die Erkundung vorgesehene Areale werden durch Barrieren wie Felsen, Hecken, Mauern oder nicht zu öffnende Türen versperrt. Rime ist ein sogenannter Adventure bzw. Puzzle-Plattformer, d. h. das Spielgeschehen wird einerseits durch Klettern, Laufen und Springen mit der Spielfigur geprägt, andererseits müssen zum Vorankommen die Rätsel in Form von notwendigen Umgebungsmanipulationen gelöst werden, um weitere Spielareale freizuschalten. Der Spieler kann mit den Jungen rennen, klettern, schwimmen, springen, Gegenstände tragen sowie größere Objekte durch die Spielwelt schieben oder ziehen. Der Spieler kann den Jungen auch rufen oder singen lassen, was bestimmte Ereignisse auslösen kann, wie zum Beispiel das Anschreien einer magischen Statue zum Öffnen einer Tür. Weitere Puzzles basieren auf Licht und Schatten, andere wiederum auf Perspektive, um Türen zu öffnen oder Objekte verschmelzen zu lassen. Zudem hilft ein Fuchs, der den Spieler durch die gesamte Spielwelt begleitet und hilfreiche Hinweise gibt.

## Produktionsnotizen
Der konzeptionelle Entwurf des Spiels begann während der Entwicklung von Deadlight. Die erste Version von Rime wurde als Action-Rollenspiel unter dem Arbeitstitel „Echoes of Siren“ konzipiert und beinhaltete einen Tag-Nacht-Zyklus: Der Spieler sollte tagsüber Waffen herstellen, Tiere jagen und Vorräte sammeln; in der Nacht sollte er sich gegen die Feinde im Tower-Defense-Stil behaupten. Weitere Elemente des Spiels waren die Erforschung, Entwicklung und Personalisierung des Charakters. Das Spiel wurde Microsoft als exklusiver Titel für die Xbox 360 und Xbox One bzw. Xbox Live Arcade (XBLA) und Windows-PC angeboten. Obwohl Microsoft zunächst grünes Licht für das Projekt gab, wurde es später aufgrund der redaktionellen Linie von XBLA, die Online-Spiele und soziale Funktionen hervorhob, zurückgenommen.
Kurze Zeit später war Sony am Spiel interessiert und das Entwicklerstudio verkaufte die Rechte an Sony; das Spiel wurde im August 2013 auf der Gamescom 2013 in Köln zunächst als Exklusivtitel für die PlayStation 4 angekündigt. Das Tag-Nacht-Zyklus, welches in Rime sowohl das Gameplay als auch das visuelle Erscheinungsbild beeinflusst, wurde beibehalten. Während die anderen Spielelemente, die in „Echoes of Siren“ beinhaltet bzw. geplant waren, in der weiteren Entwicklung wieder verworfen wurden.
Das Entwicklerstudio kündigte am 16. März 2016 jedoch über Twitter an, dass sie die Rechte von Sony zurückgekauft haben. Die gesamte Entwicklung hat Tequila Softworks seitdem wieder selbst übernommen und das Spiel wurde für weitere Plattformen entwickelt.
Das Spiel wurde am 26. Mai 2017 für Microsoft Windows, PlayStation 4 und Xbox One veröffentlicht. Eine Version für den Nintendo Switch, die von Tantalus Media portiert wurde, ist im November 2017 veröffentlicht worden.

## Einflüsse
Die Einflüsse für das Spiel bezog Creative Director Raúl Rubio Munárriz hauptsächlich aus Ray Harryhausens Stop-Motion-Filmen, Filmen vom japanischen Filmemacher Hayao Miyazaki (bspw. Prinzessin Mononoke und Chihiros Reise ins Zauberland) sowie Kunstwerken vom spanischen Maler Joaquín Sorolla, italienischen Maler Giorgio de Chirico und vom Surrealisten Salvador Dalí. Darüber hinaus inspirierten sich die Entwickler von der Heimat, der mediterranen Küste Spaniens.

## Rezeption
Rime erhielt größtenteils positive Bewertungen. Metacritic aggregierte insgesamt 121 Rezensionen zu einem Mittelwert von 78 für Windows-PCs, 80 für PlayStation 4, 82 für Xbox One und 63 für Nintendo Switch. Die GameStar formuliert als Synopse: „Märchenhaft schöne und emotional packende Reise voller kreativer Rätselmechaniken in surrealen Traumwelten“. Marty Sliva von IGN lobt zwar das Spiel als „ein wunderschönes, melancholisches Abenteuer eines einsamen Wanderers“, kritisiert jedoch zugleich: „Aber gerade unter dieser Schicht aus schöner Kunst, mysteriösen Orten und wundervoller Musik, ist es ein Spiel mit sehr wenigen neuen Ideen“. Fast alle Rätsel seien relativ einfach und für den Spieler nicht herausfordernd.
Das Spiel wurde von der Presse bereits zur Veröffentlichung des ersten Trailers mit Spielen wie Journey, The Last Guardian, Ico, Shadow of the Colossus oder The Legend of Zelda: The Wind Waker verglichen. Laut dem Creative Director war das allerdings nie Absicht und er gab zu, dass der Vergleich mit den genannten Spielen für das kleine Entwicklerstudio als Druck empfunden wurde.